# Воробьёво (озеро, Ленинградская область)
Воробьёво (фин. Kuoppalampi) — бессточное озеро на территории Ларионовского сельского поселения Приозерского района Ленинградской области.

## Общие сведения
Площадь озера — 1,7 км². Располагается на высоте 63,0 метров над уровнем моря.
Форма озера лопастная. Берега изрезанные, каменисто-песчаные, преимущественно возвышенные.
Озеро поверхностных стоков не имеет, однако относится к бассейну Ладожского озера.
В озере расположены три безымянных острова различной площади.
К озеру подходят лесные дороги.
Название озера переводится с финского языка как «озеро-котлован».
Код объекта в государственном водном реестре — 01040300211102000012660.